# Cane bianco
Cane bianco (White Dog) è un film del 1982 diretto da Samuel Fuller e basato sul romanzo Cane bianco (1970) di Romain Gary, a cui il film è dedicato.
Nonostante fosse intenzione degli autori mandare un messaggio antirazzista e di tolleranza tra i popoli, proprio a causa del contenuto forte e rude il film fu ritenuto politicamente scorretto dalla Paramount Pictures, che decise di bloccarne la distribuzione cinematografica negli Stati Uniti per evitare polemiche.
Trovò distributori per il grande schermo solo in Francia e Regno Unito, dove uscì nel 1982, mentre nella stragrande maggioranza del resto delle nazioni che ne avevano comprato i diritti di distribuzione uscì direttamente per il mercato casalingo od ottenendo solamente messe in onde "straordinarie" per la televisione via cavo.
Nel 2010 è stato inserito dal sito Best Complex nella classifica dei 50 film più razzisti di sempre, aggiudicandosi la 42ª posizione, nonostante il chiaro messaggio antirazzista che il film vuole trasmettere.

## Trama
Los Angeles; l'attrice Julie Sawyer, mentre torna a casa, investe accidentalmente un cane pastore bianco randagio. Dopo averlo portato da un veterinario per curarlo, Julie decide di tenerlo finché non avrà trovato i proprietari. Di notte uno stupratore irrompe in casa sua e cerca di aggredirla, ma il cane la difende; sceglie così di adottarlo nonostante il parere contrario del suo fidanzato Roland Graele. A loro insaputa, il cane è stato addestrato da un fanatico razzista per attaccare a vista persone nere; poco dopo il cane scappa di casa e uccide un camionista afroamericano. Successivamente, Julie porta il cane sul set dove sta lavorando e l'animale assalta un'attrice nera.
Julie porta il cane dall'addestratore Carruthers, il quale le consiglia di sopprimerlo. Un altro addestratore, Keys (afroamericano) decide di provare a rieducare l'animale: lo rinchiude in un grande recinto e si espone a lui ogni giorno con indosso indumenti protettivi, assicurandosi di essere l'unico a nutrirlo e a prendersi cura di lui.
In seguito il cane riesce a liberarsi e uccide un anziano afroamericano in chiesa. Keys lo recupera ma non lo consegna alle autorità per continuare l'addestramento; alle proteste di Julie le spiega che l'addestramento è a un punto di svolta in cui il cane potrebbe essere curato o impazzire. Ritiene che riuscire a curarlo scoraggerà le persone razziste ad addestrare ulteriori cani in questo modo.
Tempo dopo, il cane diventa amichevole nei confronti di Keys. Il proprietario dell'animale viene a reclamarlo e Julie lo affronta, rinfacciandogli come il cane sia stato curato da un afroamericano. Durante i festeggiamenti, il cane improvvisamente attacca Carruthers e Keys è costretto a sparargli, uccidendolo.

## Distribuzione
Dopo aver avuto sott'occhio il materiale girato per Cane bianco, la Paramount, spiegando la delicatezza del tema trattato dall'opera in corrispondenza a forti scene di violenza, decise di ridurre il numero di copie per le sale cinematografiche statunitensi per occorrere a una distribuzione limitata.
La prima internazionale del film si tenne in Francia il 7 luglio 1982, accogliendo buoni riscontri da parte della critica cinematografica. A poco più di un anno di distanza, la United International Pictures decise di acquistare i diritti di distribuzione dell'opera per un'uscita cinematografica in Inghilterra.
In occorrenza di imminenti messe in onda per le emittenti televisive via cavo, il film venne rimontato in una versione censurata per una visione usufruibile ad un più vasto pubblico. Tra i canali interessati alla proiezione televisiva, la NBC, che acquistando i diritti del film al prezzo di 2,5ml $ iniziò ad occuparsi della restaurazione di Cane Bianco per una messa in onda senza censure. Comunque, qualche tempo dopo l'annuncio di queste notizie, la National Association for the Advancement of Colored People, un'associazione per la tutela dei diritti degli afroamericani, intentò e vinse una causa per l'annullamento della proiezione televisiva a causa del materiale poco adatto a un pubblico facilmente suggestionabile col rischio d'istigazione all'odio razziale.
Nonostante tutti questi eventi contro il film, Cane bianco è stato oggetto di speciali e maratone televisive, nonché di particolari proiezioni in alcuni festival cinematografici.

## Edizione casalinga
Dal 2 dicembre 2008 uscì per il mercato casalingo americano una versione DVD di Cane bianco senza censure, dopo che l'azienda privata The Criterion Collection ne acquistò i diritti mettendosi al lavoro per restaurare il film. Tra i contenuti extra si possono trovare interviste a membri del cast artistico e tecnico, scene tagliate e l'opinione generale del regista Fuller sul film e la questione del razzismo.

## Tematiche
Trattando come tematica principale il razzismo, descritto come una malattia incurabile e parte, oramai, della cultura e società moderna, la storia ruota attorno ad un cane bianco trovato in stato di randagismo da una giovane attrice, che col tempo si scoprirà essere stato addestrato fin da cucciolo ad attaccare le persone di colore.